# Reutemattensee
Der Reutemattensee liegt im Freiburger Stadtteil Tiengen und wird auch als Tiengener See bezeichnet. Der maximal 2 Meter tiefe Baggersee entstand 1969/70 und sollte ursprünglich auf 20–25 Hektar vergrößert werden. Sein Kies wurde für die Rebumlegungen am Tuniberg verwendet. Früher wurde er als Badesee genutzt, ist jedoch heute im Sommer stark verkrautet. Kurzzeitig wurde 1973 das Kuhlagerbächle in den See eingeleitet, was jedoch durch Eintrag von Schlamm und Laub zu keiner Verbesserung der Wasserqualität führte. Er wird weiter durch Grundwasser gespeist. Es wurde befürchtet, dass der See kippen würde, weitere Untersuchungen entkräfteten dies. Der Reutemattensee wird heute nur noch als Angelgewässer genutzt; vorkommende Fischarten sind Hecht, Karpfen und Schleie, die ihr Laich an den Pflanzen ablegen und deren Jungtiere sich dort gut verstecken können.